# Tanja Žakelj
Tanja Žakelj (Kranj, 15. rujna 1988.) slovenska je biciklistkinja u brdskom biciklizmu.
Višestruka je svjetska (2006. i 2008.), europska (2006., 2013. i 2014.) te državna prvakinja Slovenije u gorskom biciklizmu. Aktualna je pobjednica Svjetskog kupa kao i europska prvakinja.

## Najveći uspjesi
Olimpijske igre:
- 10. mjesto, London 2012.

Svjetsko prvenstvo:
- 1. mjesto, junior, Rotoura 2006.
- 1. mjesto, U23, Val di Sole 2008.
- 3. mjesto, junior, Livigno 2005.
- 4. mjesto, Hafjell 2014.
- 4. mjesto, U23, Mont St. Anne 2010.
- 5. mjesto, Pietermaritzburg 2013.

Europsko prvenstvo:
- 1. mjesto, Bern 2013.
- 1. mjesto, St. Wendel 2014.
- 1. mjesto, junior, Chies D'Alpago 2006.
- 2. mjesto, U23, St. Wendel 2008.
- 3. mjesto, U23, Haifa 2010.
- 3. mjesto, Dohnany 2011.

Svjetski kup:
- 1. mjesto, Val di Sole 2013.
- 1. mjesto, Nove Mesto 2013.
- 1. mjesto, U23, Windham 2010.
- 2. mjesto, Windham 2014.
- 2. mjesto, U23, Houffalize 2010.
- 3. mjesto, Mont Sainte Anne 2013.
- 4. mjesto, Albstadt 2014.
- 4. mjesto, Albstadt 2013.
- 5. mjesto, Cairns 2014.
- 5. mjesto, Andora 2013.
- 6. mjesto, Mont St. Anne 2014.
- 6. mjesto, Hafjell 2013.
- 9. mjesto, Offenburg 2011.
- 9. mjesto, Mont St. Anne 2011.
- 10. mjesto, Windham 2010.

- ukupno 1. mjesto 2013.

## Vanjske poveznice
- Stranica Tanje Žakelj  Arhivirana inačica izvorne stranice od 30. kolovoza 2013. (Wayback Machine)